# سوامپ تینگ (فیلم ۱۹۸۲)
سوامپ تینگ (به انگلیسی: Swamp Thing) فیلمی در ژانر ابرقهرمانی و ترسناک به کارگردانی و نویسندگی وس کریون و محصول سال ۱۹۸۲ ایالات متحده آمریکا است که بر پایهٔ شخصیتی به همین نام از دی‌سی کامیکس ساخته شده‌است. فیلم داستان دانشمندی به نام الک هالند (ری وایز) را روایت می‌کند که با خرابکاری آزمایشگاهی که توسط آنتون آرکان (لوئی ژوردان) شیطان صفت سازماندهی شده بود، به هیولایی معروف بنام سوامپ تینگ (با بازی دیک دوراک) تبدیل می‌شود. بعداً، او به زنی به نام آلیس کیبل (آدرین باربو) کمک می‌کند و با مردی که مسئول همه این کارها است، یعنی آرکان بی رحم، مبارزه می‌کند. این فیلم در ویدیوی خانگی خوب عمل کرد و دنباله‌ای به نام بازگشت سوامپ تینگ در سال ۱۹۸۹ منتشر شد.